# 마하라
마하라(馬何羅, ? ~ 기원전 88년)는 전한 중기의 인물로, 우부풍 무릉현(茂陵縣) 사람이다.

## 행적
정화 2년(기원전 91년), 무제의 태자 여태자는 조정에서 권세를 휘두르던 수형도위 강충의 모함을 받아, 위기를 느껴 그를 죽이고 반란을 일으켰으나 진압당하고 스스로 목숨을 끊었다(무고의 난). 이때 마하라의 동생 마통은 반란 진압에 공을 세워 중합후(重合侯)에 봉해졌다. 그런데 반란 진압 후 여태자의 무고함이 밝혀졌고, 무제는 강충의 일족을 주멸하였다. 마하라는 강충 생전에 그와 친분이 있었기 때문에, 화가 자기 집안에도 미치는 것이 아닐까 두려워하여 마통과 함께 모반하기로 하였다. 하지만 마하라 형제의 낌새를 수상히 여긴 시중 김일제의 감시로, 둘은 반란을 실행에 옮기지 못하였다.
후원 원년(기원전 88년), 김일제가 몸져 누웠다. 마하라는 마통·또 다른 동생 마안성(馬安成)과 함께 거사하기로 하고, 마하라는 밤중에 칼을 숨기고 궁궐로 잠입하였다. 그러나 불길한 예감이 들어 궁궐을 찾아온 김일제와 맞닥뜨렸고, 김일제는 마하라를 끌어안고는 마하라가 반란을 일으켰다고 소리를 질렀다. 잠에서 깬 무제는 병력을 풀어 반란을 진압하였고, 결국 마하라 형제는 주살되었다.

## 출전
- 반고, 《한서》
  - 권6 무제기
  - 권17 경무소선원성공신표
  - 권18 외척은택후표
  - 권68 김일제전